# Vickers Wellington
Vickers Wellington – brytyjski dwusilnikowy średni bombowiec okresu II wojny światowej, budowany w zakładach Vickers. Był podstawowym brytyjskim nocnym bombowcem dalekiego zasięgu pierwszych lat wojny i podstawowym bombowcem używanym w lotnictwie polskim w Wielkiej Brytanii. Popularnie nazywany Wimpy.

## Rozwój
Samolot powstał w zakładach lotniczych Vickers w odpowiedzi na wymagania brytyjskiego Ministerstwa Lotnictwa (Air Ministry) z 1932 roku na nowoczesny dwusilnikowy średni bombowiec dzienny, według specyfikacji B.9/32. Za projekt odpowiedzialni byli: główny konstruktor zakładów Rex Pierson i główny projektant konstrukcji strukturalnych Barnes Wallis. Wymagania początkowo zakładały jedynie możliwość przenoszenia ładunku 454 kg bomb na 1158 km (1000 funtów/720 mil). Pierwotnie też Ministerstwo postawiło limit masy 2858 kg (6300 funtów), wynikający z zamiaru ograniczenia masy bombowców do 6500 funtów na rozbrojeniowej konferencji genewskiej, ale został on później zniesiony i projektowany samolot o oznaczeniu fabrycznym Type 271 stał się prawie dwa razy cięższy. Płatowiec samolotu zbudowano w oparciu o nietypową dla samolotów konstrukcję geodetyczną, opracowaną przez Wallisa i po raz pierwszy zastosowaną w jednosilnikowym bombowcu Vickers Wellesley. Wykorzystywała ona kratownicę przestrzenną z giętych elementów, przecinających się pod kątem zbliżonym do prostego i tworzących rodzaj siatki, krytej płótnem. Jej zaletą była duża wytrzymałość przy niewielkiej masie, co zostało udowodnione dużą odpornością samolotów na uszkodzenia. W grudniu 1933 roku firma otrzymała zamówienie ze strony lotnictwa na budowę prototypu.

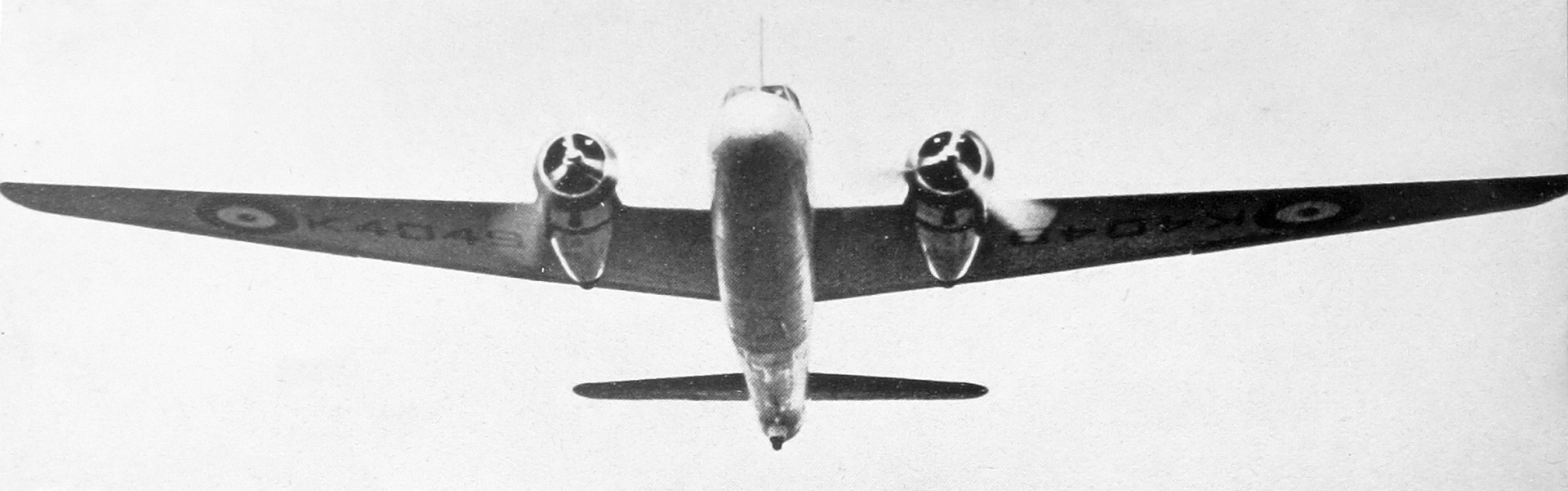
Prototyp K4049

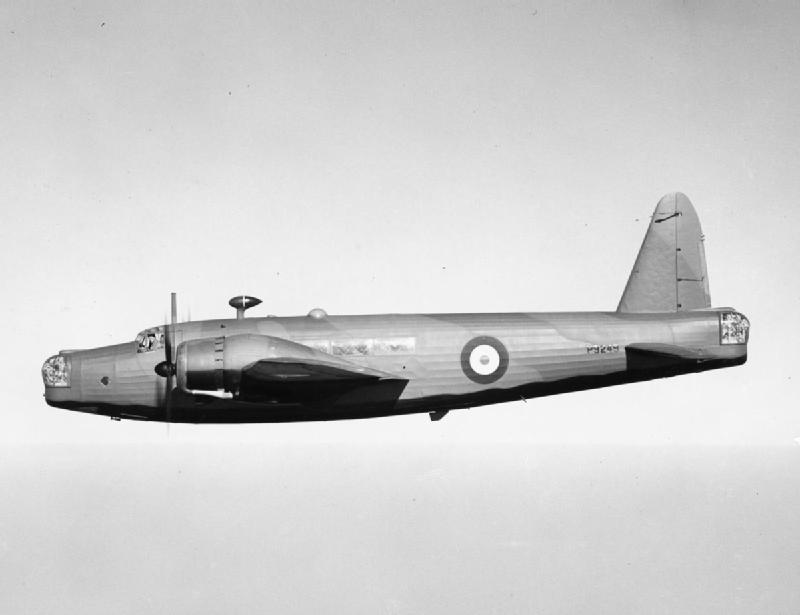
Wellington Mk. IC (wczesny)

15 czerwca 1936 roku pilot Mutt Summers oblatał na lotnisku fabrycznym Brookland w Londynie prototyp samolotu, o numerze fabrycznym K4049, z Barnesem Wallisem na pokładzie. Znacznie różnił się on od późniejszych samolotów seryjnych, mając zwężający się do tyłu kadłub o kształcie cygara, zakończony eliptycznymi kopułkami z przodu i tyłu z pojedynczymi stanowiskami dla karabinów maszynowych, chowaną wieżyczkę grzbietową oraz inne usterzenie (ze statecznikiem pionowym zaadaptowanym z łodzi latającej Supermarine Stranraer). Był on napędzany dwoma silnikami gwiazdowymi Bristol Pegasus X o mocy po 915 KM. Początkowo Air Ministry nadało mu nazwę Crécy, od francuskiego miasta znanego z bitwy pod Crécy, lecz po dwóch miesiącach zmieniono ją na Wellington, od księcia Wellington (co było zarazem spójne z bombowcem Wellesley i praktyką nadawania bombowcom nazw brytyjskich miast). Prototyp podczas dalszych prób uległ katastrofie 19 kwietnia 1937 roku na skutek awarii sterów, w której zginął technik pokładowy. Już jednak w sierpniu 1936 roku lotnictwo zamówiło pierwszą serię 180 sztuk ulepszonych samolotów, a wkrótce potem dalsze serie. Konstrukcję samolotu znacznie zmodyfikowano w stosunku do prototypu, według nowej specyfikacji B.29/36 na średni bombowiec nocny. Efektem była całkowita zmiana sylwetki samolotu, w którym zastosowano bardziej pękaty kadłub i wydłużony nos ze stanowiskiem bombardiera oraz przednią, tylną i dolną chowaną wieżyczkę konstrukcji Vickersa z karabinami maszynowymi, bez wieżyczki grzbietowej. Zmieniono też formę oszklenia kokpitu i dodano okna na burtach. Załogę zwiększono o jedną osobę, do pięciu. Dla polepszenia własności lotnych, po katastrofie prototypu, usterzenie ujednolicono z nowo projektowanym ciężkim bombowcem Vickers Warwick. Zastosowano mocniejsze silniki Pegasus XVIII i śmigła o regulowanym skoku. Pierwszy prototyp wersji seryjnej Wellington Mk I (L4212) został oblatany również przez Mutta Summersa 23 grudnia 1937 roku. Wariant produkcyjny Mk I odróżniał się jeszcze tym, że nad całą nasadą skrzydeł, od kokpitu pilotów do krawędzi spływu umieszczono w poszyciu kadłuba charakterystyczne długie okna.
Samolot produkowano w trzech fabrykach aż do października 1945 roku.
Przed wojną początkowo budowano jeden samolot dziennie. Oprócz fabryki w Weybridge uruchomiono następnie produkcję w Squires Gate, Blackpool i Chester. U szczytu wojennej produkcji w 1942 budowano w fabryce w Weybridge 70 samolotów miesięcznie, 102 w Blackpool i 130 w Chester. Łącznie zbudowano 11 461 sztuk, dzięki czemu stanowił najliczniejszy typ brytyjskiego bombowca.
Wellington był produkowany w kilkunastu zbliżonych wariantach, o takiej samej konstrukcji, różniących się głównie stosowaniem mocniejszych silników i uzbrojenia, oraz w niektórych wersjach – radaru. Pierwszym wariantem seryjnym był Wellington Mk I, z wieżyczkami Vickers, zbudowany w liczbie 180 sztuk. Dojrzałym wariantem seryjnym był ulepszony Mk IA, wprowadzony jesienią 1939 roku. Podstawową zmianą było wprowadzenie lepszych wieżyczek strzeleckich Frazer Nash, uzbrojonych w dwa karabiny maszynowe każda, ponadto wydłużono kadłub o 15 cm i rozpiętość o 7,6 cm oraz przesunięto do przodu o 7,6 cm podwozie dla lepszego wyważenia. Z powodu zwiększonej masy przez bogatsze wyposażenie, powiększono koła podwozia. Wyprodukowano ich 183 sztuki. Pierwszym wielkoseryjnym modelem stał się Mk IC, od którego wprowadzono dwa dalsze karabiny maszynowe w trapezowych oknach po bokach kadłuba (2685 sztuk). Zrezygnowano za to z wysuwanej dolnej wieżyczki, która znacznie spowalniała samolot. Powiększono też kąt ostrzału przedniej wieżyczki, robiąc niewielkie podcięcia w burtach kadłuba.
Kolejną liczną wersją była Mk III z 1940, w której wprowadzono nową wieżyczkę ogonową, uzbrojoną w 4 karabiny maszynowe oraz mocniejsze silniki rodziny Bristol Hercules (1519 sztuk). Najliczniejszym, a zarazem ostatnim wariantem bombowym stał się Mk X (3804 sztuki), wyposażony w mocniejsze silniki.
Wersje Mk VIII, XI, XII, XIII i Mk XIV budowane były jako samoloty torpedowo-bombowe lub patrolowe dla lotnictwa obrony wybrzeża (Coastal Command), służące głównie do zwalczania U-Bootów. Wyposażone były w radar jednego z dwóch typów do wykrywania okrętów lub także w reflektor Leigha o dużej mocy do ich lokalizacji. Małoseryjne wersje Mk. V i VI były samolotami wysokościowymi o ciśnieniowej kabinie i zupełnie odmiennym wyglądzie kadłuba.

### Wersje

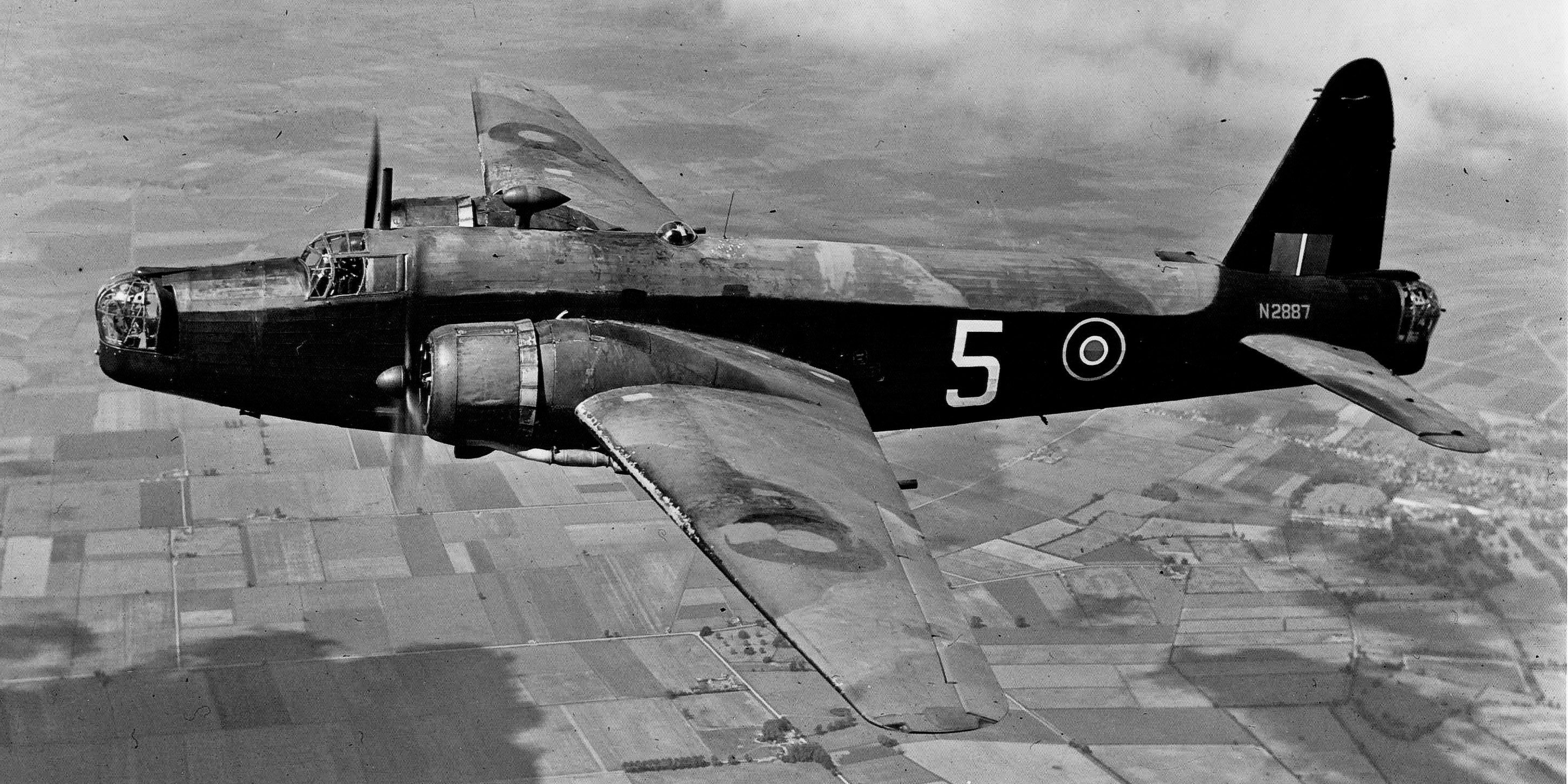
Vickers Wellington Mk IA

Wszystkie wersje z wyjątkiem Mk II i wysokościowej Mk VI napędzane był silnikami gwiazdowymi.
Wersje bombowe oznaczane były literą „B”, a wersje morskie literami „GR”, często pomijanymi w nazwach. Litery „Mk” (Mark – wzór) również bywają pomijane. Podstawowe wersje są pogrubione w wykazie.
- B Mk I (typ 285) – silniki Bristol Pegasus XX o mocy 1050 KM (180 sztuk)
- DW Mk I – wariant do trałowania morskich min magnetycznych, z generatorem elektrycznym i dużą obręczą – cewką pod skrzydłami i kadłubem (5 sztuk)
- B Mk IA (typ 408) – silniki Bristol Pegasus XVII, wieżyczki strzeleckie Frazer-Nash (183 sztuki)
- B Mk IC (typ 410) – dodane dwa karabiny maszynowe w bocznych trapezowych oknach kadłuba (2685 sztuk)
- B Mk II (typ 406) – silniki rzędowe Rolls-Royce Merlin X o mocy 1145 KM (400 sztuk)
- B Mk III (typ 417) – silniki Bristol Hercules III lub XI o mocy 1375 KM (1519 sztuk)
- B Mk IV (typ 424) – silniki Pratt & Whitney Twin Wasp R1830-S3C4-6 o mocy 1200 KM (220 sztuk – używane jedynie w polskich dywizjonach)
- B Mk V (typ 407) – wersja wysokościowa z ciśnieniową kabiną, zbudowano jedynie 3 sztuki
- B Mk VI (typ 443/449) – wersja wysokościowa z ciśnieniową kabiną, większą rozpiętością skrzydeł i silnikami rzędowymi Merlin R6SM o mocy 1600 KM (63 sztuki)
- B Mk VII (typ 416) – pojedynczy samolot dla testów z działkiem 40mm Vickers S
- GR Mk VIII (typ 429) – wersja morska torpedowo-bombowa lub patrolowa wyposażona w radar ASV II z antenami pod skrzydłami i na kadłubie (394 sztuki)
- Mk IX (typ 437) – pojedynczy samolot przebudowany do transportu spadochroniarzy
- B Mk X (typ 440/448) – silniki Hercules VI lub XVI o mocy 1675 KM (3804 sztuki), także wersja bombowo torpedowa Mk X (typ 423)
- GR Mk XI (typ 454/458/459) – wersja morska wyposażona w radar ASV II (180 sztuk)
- GR Mk XII (typ 455) – wersja bombowa morska, wyposażona w radar ASV III w osłonie pod dziobem kadłuba (58 sztuk)
- GR Mk XIII (typ 466) – wersja morska wyposażona w radar ASV II i silniki Hercules XVII (844 sztuk)
- GR Mk XIV (typ 467) – wersja morska wyposażona w radar ASV III, silniki Hercules XVII, uzbrojona w niekierowane pociski rakietowe (841 sztuki)
- C MK XV – wersja IA przebudowana na nieuzbrojoną transportową (21 sztuk?)
- C MK XVI – wersja IC przebudowana na nieuzbrojoną transportową (41 sztuk?)
- T Mk XVII, T Mk XVIII – wersje wyposażone w radar do szkolenia załóg myśliwców nocnych (ok. 80 sztuk)

## Użycie

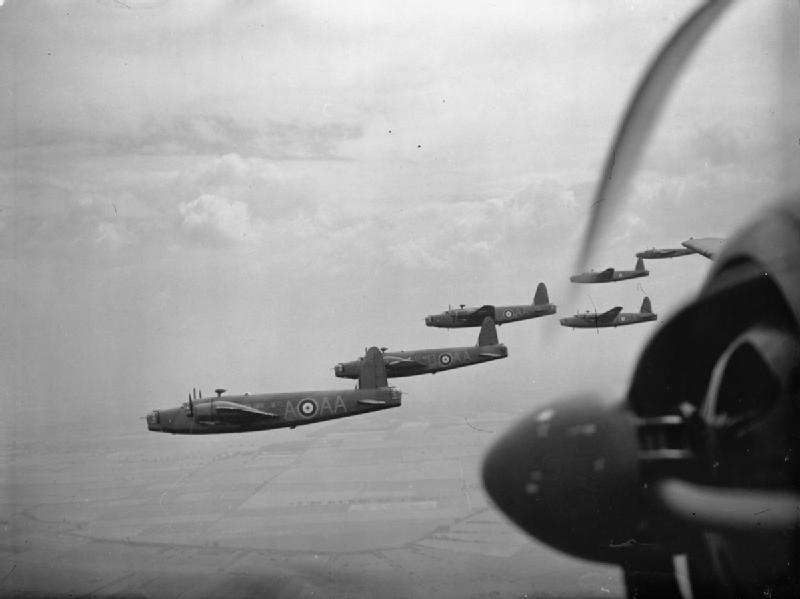
Vickers Wellington Mk I z 75 Dywizjonu RAF w locie, listopad 1940 r.

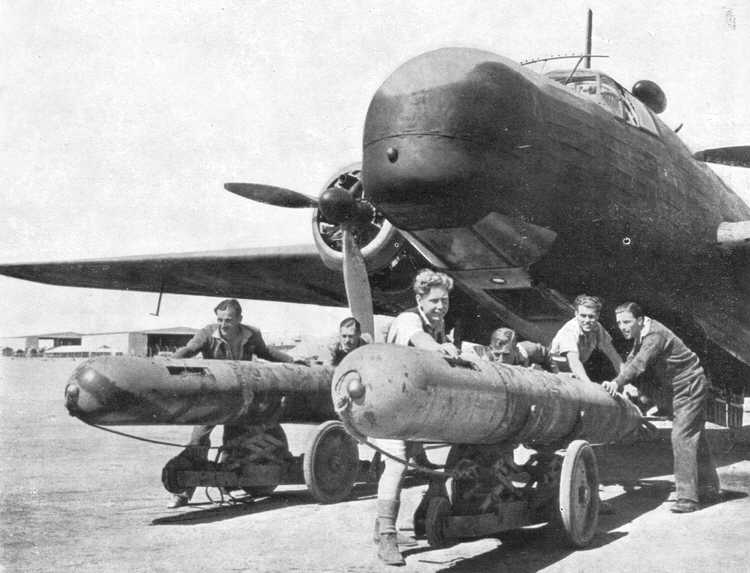
Załadunek torpedy na Wellingtona, 5 maja 1942 r.

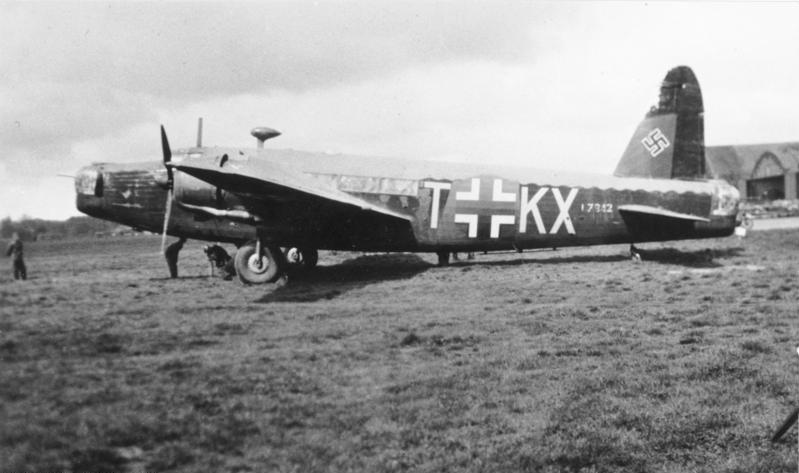
Zdobyty przez Luftwaffe Vickers Wellington Mk IC, 1941 r.

Wellingtony trafiły do brytyjskiego lotnictwa bombowego (RAF Bomber Command) jeszcze przed wybuchem II wojny światowej. Popularnie przez załogi samolot bywał nazywany Wimpy, od postaci J. Wellington Wimpy z komiksu Popeye. Pierwszy samolot seryjny Mk I dostarczono do 99 Dywizjonu 10 października 1938 roku. Pierwsze samoloty wersji Mk IA dostarczono na początku września 1939 roku. W chwili wybuchu wojny Wellingtony miało osiem dywizjonów 3 Grupy Bombowej i dwa rezerwowe. W początkowym okresie wojny Wellingtony były mniej liczne od używanych wówczas samolotów Handley Page Hampden i Armstrong Whitworth Whitley, lecz wkrótce je wyparły, stając się podstawowym typem średniego bombowca. Już 3 września 1939 roku dziewięć Wellingtonów z 37. i 149. dywizjonu RAF zostało wysłanych w celu zwalczania żeglugi, lecz z powodu silnego zachmurzenia powróciły. Następnie Wellingtony z 9. i 149. dywizjonu wykonały 4 września 1939 roku pierwszy atak bombowy przeprowadzony przez brytyjskie lotnictwo (razem z samolotami Bristol Blenheim); jego celem były niemieckie pancerniki w Brunsbüttel. Dwa zestrzelone przy tym przez niemieckie myśliwce Wellingtony były pierwszymi samolotami zestrzelonymi na froncie zachodnim. Po utracie kilkunastu Wellingtonów w starciu powietrznym nad Helgolandem 18 grudnia 1939, samoloty te w wersjach bombowych zaczęły być używane prawie wyłącznie jako bombowce nocne. Wellingtonów użyto także do pierwszego nalotu na Berlin w nocy 25 sierpnia 1940. Od 1941 podstawowym wyposażeniem Bomber Command stał się Wellington w wersji MK III. Pod koniec 1941 roku Wellingtonów używały 22 dywizjony bombowe Bomber Command, nie licząc dywizjonów na teatrze śródziemnomorskim oraz Coastal Command. Oprócz brytyjskich dywizjonów, na Wellingtonach w składzie Bomber Command latały w różnym czasie cztery polskie, jeden czechosłowacki, trzy australijskie, 11 kanadyjskich i jeden nowozelandzki dywizjon. 30 maja 1942 spośród 1046 samolotów uczestniczących w wielkim nalocie na Kolonię około 600 stanowiły Wellingtony (w tym polskie).
Począwszy od 1942 roku Wellingtony w roli bombowców były stopniowo wypierane przez samoloty czterosilnikowe, głównie Avro Lancaster czy Handley Page Halifax. Jesienią 1943 roku zaprzestano używania ich jako bombowców w RAF Bomber Command – ostatnią misję wykonały samoloty polskiego dywizjonu 300 i kanadyjskiego dywizjonu 432 w nalocie na Hanower 8/9 października tego roku. Po tym jeszcze dywizjon 300 jako ostatni używał Wellingtonów do marca 1944 roku do stawiania min morskich. Nieco dłużej używane były jako bombowce nocne na śródziemnomorskim obszarze działań (do 1944). Do końca wojny w Europie używane były natomiast przez lotnictwo obrony wybrzeża Coastal Command do patrolowania i zwalczania okrętów podwodnych. Na Dalekim Wschodzie, w południowowschodniej Azji służyły natomiast jako bombowce do końca wojny z Japonią. Dzięki tamu Wellington był jedynym bombowcem brytyjskim służącym operacyjnie od początku do końca wojny. Do końca wojny również używano ich w jednostkach treningu operacyjnego (OTU) Bomber Command do szkolenia i zgrywania załóg bombowców – liczba OTU używających Wellingtonów sięgnęła maksymalnie 22 w czerwcu 1944 roku. W połowie 1942 i sierpniu 1943 roku Wellingtony z OTU były także używane do wsparcia misji bombowych. Pierwsze Wellingtony w wersji morskiej GR Mk VIII weszły do służby od kwietnia 1942. Do końca wojny morskie wersje zatopiły 29 U-Bootów.
Podczas wojny, Wellingtony Bomber Command zrzuciły 46 854 ton bomb, zajmując trzecie miejsce pod tym względem po czterosilnikowych Lancasterach (681 630 ton) i Halifaxach (251 066 ton). Z jednej strony było to stosunkowo niewielką wartością w porównaniu do ogółu zrzuconych bomb (4,4%), lecz na Wellingtonach spoczywał główny ciężar prowadzenia ofensywy bombowej do 1942 roku włącznie, a znaczna intensyfikacja tej ofensywy miała miejsce dopiero pod koniec wojny, kiedy sprzymierzeni mieli też większą przewagę w powietrzu. W 1940 roku Wellingtony zrzuciły 5775 ton, w 1941 – 17 420 ton, a w 1942 – 16 386 ton, co stanowiło w każdym z tych lat największy tonaż bomb z brytyjskich bombowców. Średni ładunek bomb zrzucony z Wellingtona w przeliczeniu na samoloty biorące udział w misjach, wynosił 1135 kg.
W toku rozwoju, przy zasadniczo takim samym płatowcu, masa startowa wzrosła z 12 247 kg w wersji Mk I do 16 556 kg w wersji Mk X, a moc silników odpowiednio z 965 KM do 1615 KM.

### Użycie w lotnictwie polskim

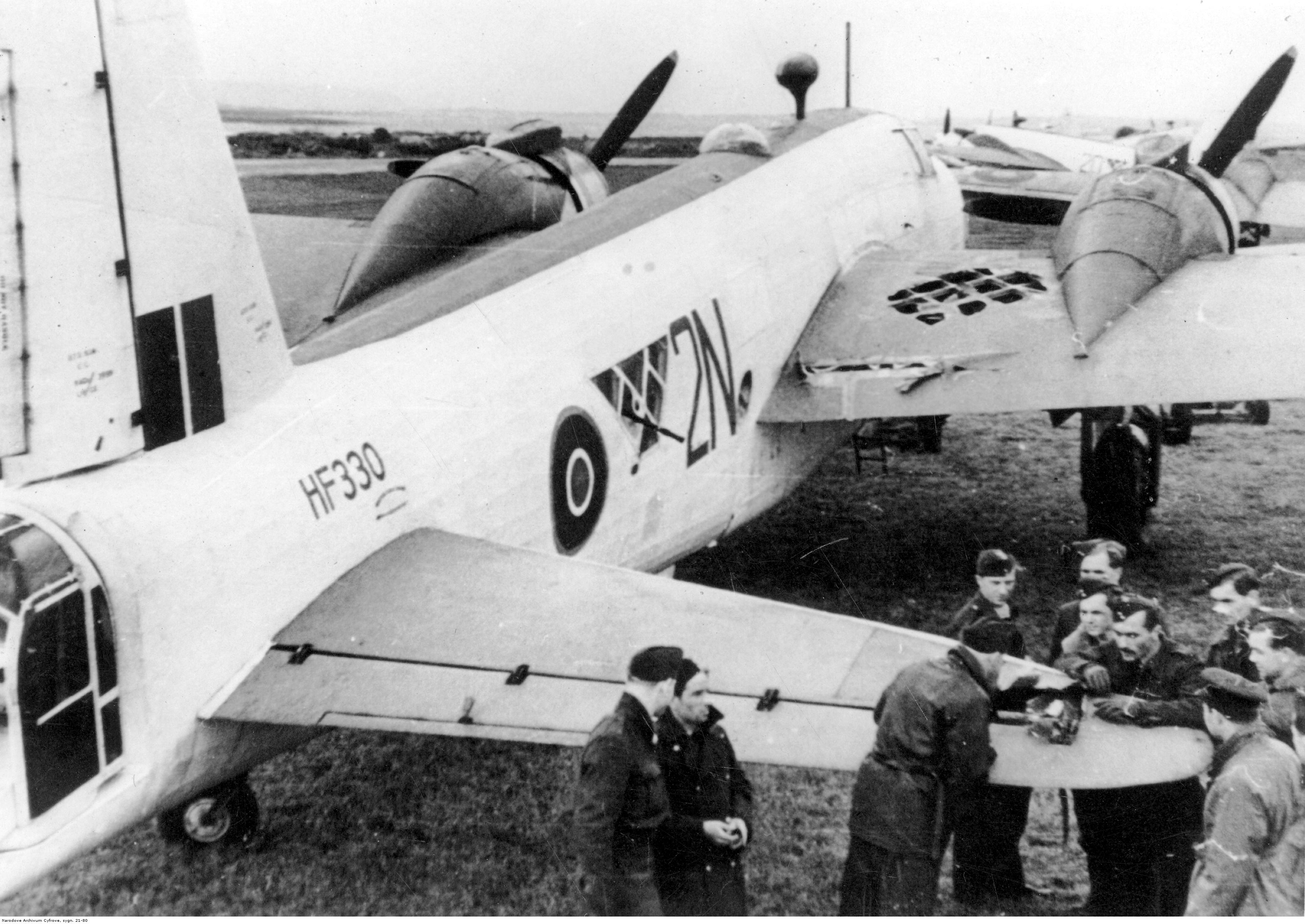
Vickers Wellington GR Mk XIV HF330 dywizjonu 304

Od października 1940 roku Wellingtony otrzymały polskie dywizjony bombowe 300 i 301, wyposażone do tej pory w jednosilnikowe samoloty Fairey Battle. Pierwszy lot bojowy Polaków na Wellingtonach miał miejsce z 22 na 23 grudnia 1940; po trzy załogi z obu dywizjonów zbombardowały wówczas zbiorniki ropy w Antwerpii. W grudniu w samoloty te wyposażono również pozostałe polskie dywizjony bombowe: 304 i 305. Pełny etat wszystkich 4 dywizjonów wynosił 72 samoloty. Wellingtonów używała też polska jednostka treningu operacyjnego 18 OTU w Bramcote. Od 1941 do 1943 polskie dywizjony aktywnie uczestniczyły w ofensywie bombowej na Niemcy. W nocy z 23 na 24 marca 1942 polskie załogi uczestniczyły po raz pierwszy w nalocie na Berlin. Z większych operacji, oprócz nalotu na Kolonię, 93 polskie Wellingtony (w tym 22 maszyny z 18 OTU) uczestniczyło w nalocie na Bremę z 25 na 26 czerwca 1942 (podczas powrotnego lotu zginął w Wellingtonie Stanisław Skarżyński).
W polskich dywizjonach używano wersji: IA, IC, II i III, oraz wersji Mk IV, której były jedynym użytkownikiem. Na skutek ciężkich strat, w maju 1942 przesunięto dywizjon 304 do lotnictwa morskiego Coastal Command. Używał on odtąd do końca wojny Wellingtonów w wersjach Mk X, GR MK XIII i GR Mk XIV. Dywizjony 301 i 305 latały na Wellingtonach do 1943. Dywizjon 300 używał Wellingtonów do marca 1944, lecz od października 1943 samoloty te używane były tylko do minowania morskiego. Z 3 na 4 marca 1944 dywizjon 300 wykonał na nich ostatni lot bojowy na minowanie portu Lorient.
Samolot Wellington odznaczał się wysoce wytrzymałą konstrukcją, co udowodniła m.in. polska załoga z 300 dywizjonu, powracając w 1942 znad Niemiec na samolocie z częściowo spalonym pokryciem kadłuba.

### Właściwości lotno-pilotażowe
Samolot Vickers Wellington miał duży zapas stateczności statycznej, zwłaszcza stateczności podłużnej. Cecha ta z jednej strony była ceniona przez pilotów, gdyż pilotaż maszyny w locie ustalonym był łatwy i niemęczący. Z drugiej jednak strony cecha ta ograniczała zwrotność maszyny, stąd niepowodzenie w zastosowaniu tej maszyny do działań dziennych (duże straty). Wcześniejsze wersje (zwłaszcza Mk I i Mk IV) miały niedobór mocy, przez co nie był możliwy ustalony lot na jednym silniku, silniki też przegrzewały się podczas startu i wznoszenia. Najlepszą wersją była wersja Mk X, gdzie nie było problemów natury silnikowej. Poprzez dużą stateczność maszyna była stabilną „platformą” dla strzelców pokładowych, pod ręką doświadczonego pilota (np. por. S. Targowski z 304 DB) potrafiła (ogniem strzelców) zestrzelić atakujące ją dwusilnikowe maszyny niemieckie Ju 88. Maszyna była lubiana też z racji legendarnej odporności na uszkodzenia odniesione w walce, żaden inny typ samolotu nie wracał szczęśliwie do bazy z tak ciężkimi uszkodzeniami jak właśnie Wellington.

## Opis techniczny

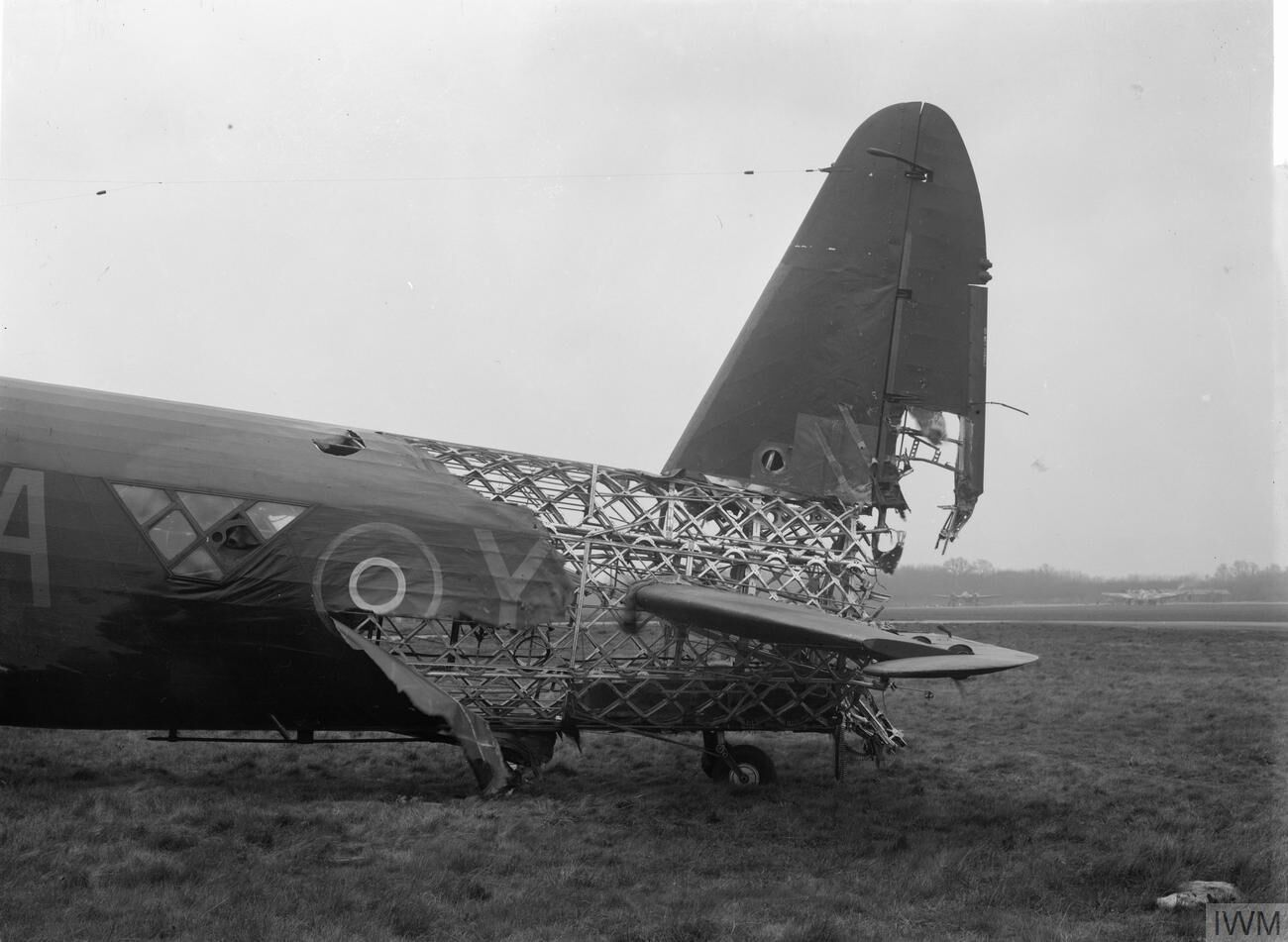
Uszkodzony Wellington należący do 428 Dywizjonu RCAF, 9 kwietnia 1943 r.

Dwusilnikowy średniopłat o konstrukcji metalowej, pokryty płótnem. Konstrukcja kadłuba i skrzydeł oparta na przestrzennej kratownicy geodetycznej. Usterzenie klasyczne. Podwozie samolotu klasyczne, główne golenie jednokołowe, chowane do gondoli silnikowych. W dziobie kadłuba mieściła się obrotowa wieża strzelecka Frazer Nash FN5 uzbrojona w 2 karabiny maszynowe (z wyjątkiem wersji Mk I i części wersji morskich i specjalnych). Za nią znajdowała się kabina pilotów i kabina radiowo-nawigacyjna. W dolnej części środkowej samolotu mieściła się zamykana komora bombowa. W ogonie samolotu, na końcu kadłuba znajdowała się obrotowa wieża strzelecka z dwoma lub czterema karabinami maszynowymi. Załoga: typowo 6 osób.
Uzbrojenie obronne składało się z karabinów maszynowych Browning kaliber 7,69 mm (.303 in). Pierwsza wersja Mk I miała trzy wieżyczki Vickersa z dwoma km-ami w tylnej, jednym w nosowej i jednym w chowanej podkadłubowej, a nadto karabin maszynowy mógł być montowany pod odsuwaną pokrywą w górnej części kadłuba. Od wersji Mk IA wprowadzono nowe poruszane hydraulicznie wieżyczki firmy Frazer-Nash z dwoma karabinami maszynowymi w każdej: przednia FN5 i ogonowa FN10. Początkowo w wersji Mk IA była też chowana wieżyczka podkadłubowa FN9. Od wersji Mk IC dodano dwa karabiny maszynowe w stanowiskach bocznych w trapezowych oknach z tyłu kadłuba. Począwszy od wersji Mk III, w nowej wieżyczce tylnej FN20A montowano 4 km-y, co zwiększyło ich ogólną liczbę do 8.
Samolot zabierał maksymalnie 2041 kg bomb w komorze bombowej (18 × 113,4 kg). Najcięższą zabieraną bombą była jedna o masie 1814,36 kg „Block Buster”. Samolot mógł też zabierać lotnicze miny morskie. Wersje morskie wyposażone w radar miały mniejszą liczbę karabinów maszynowych (pojedynczy przedni karabin maszynowy lub brak bocznych km-ów), uzbrojone były ponadto w bomby głębinowe lub dwie torpedy lotnicze. Wersja GR Mk XIV mogła przenosić pod skrzydłami po 4 niekierowane pociski rakietowe.